# 斯氏蛙鳚
斯氏蛙鳚（學名：Istiblennius steindachneri），又稱斯氏動齒鳚，為輻鰭魚綱鳚形目䲁科蛙䲁屬的一種，分布於西印度洋肯亞南部至莫三比克、馬達加斯加、模里西斯海域，深度可達2公尺，本魚體延長形，稍側扁，頭鈍短，雄魚頭頂具冠膜，雌魚無，無頸鬚，上下唇平滑，無犬齒，背鰭具缺刻，背鰭與尾柄相連，臀鰭不與尾柄相連，背鰭硬棘12-14枚、背鰭軟條16-25枚、臀鰭硬棘2枚，臀鰭軟條23-25枚，體長可達11公分，棲息於沿海淺水域，遇到危險時會以一進一退的方式在潮池間跳躍，雌魚產附著性卵，雄魚有護卵行為，生活習性不明。